# Rebecca Miano
Rebecca Miano, née le 19 février 1966, est une avocate et femme politique kényane, directirce générale de la compagnie d'électricité kényane KenGen Plc, en novembre 2017. Elle est secrétaire de cabinet pour le tourisme et la faune au Kénya,  elle occupe le poste secrétaire de cabinet pour les investissements, le commerce et l'industrie d'octobre 2023 à juillet 2024.   
Elle est, en outre, une ancienne secrétaire de cabinet pour la Communauté de l’Afrique de l’Est, les ASAL et le développement régional.   

## Biographie

### Origine et Education
Rebecca nait cadette d'une famille de 14 enfants dans la circonscription de Ndaragua, dans le comté de Nyandarua au Kenya, le 19 février 1966,.
Titulaire d'une licence en droit de l'Université de Nairobi, elle s'inscrit au programme de formation des avocats à la Kenya School of Law. Elle s'offre, par la suite, une maîtrise en droit comparé à l' Université nationale australienne. 

### Carrière
Miano exerce dans le secteur de l'énergie depuis plus de 25ans. Elle commence à travailler Musyoka Annan & Company Advocates, un cabinet d'avocats basé à Nairobi. Ensuite, elle rejoint le cabinet Slater and Gordon du Queensland, en Australie. En 1998, elle rejoint la Kenya Electricity Generating Company (KenGen), en tant qu'assistante juridique. progressivement, elle gravid les échelons jusqu’à devenir directrice générale par intérim, en août 2017,. 
En novembre 2017, Miano s'impose face à 90 autres candidats à ce poste, en remplacement d'Albert Mugo, parti à la retraite,  devenant la première et la seule femme directrice générale de KenGen. En 2017, elle est l'une des deux femmes au Kenya à diriger une entreprise parapublique, outre que  MaryJane Mwangi (en), directrice générale de la National Oil Corporation of Kenya. 
Elle est, entre autres, membre de la société juridique Law Society of Kenya et secrétaire publique du Kenya (CPS-K). En 2023, elle reçoit le statut de Fellowship par l'ICPSK. 

## Distinctions
- 2010: bénéficiaire du prix de l’Ordre du Grand Guerrier du Kenya[3];
- 2019:  elle reçoit le Moran de l’Ordre de la Lance ardente (MBS);
- 2020 : récompensée  aux  African Business Leadership Awards  par African Leadership Magazine dans la catégorie African Inspirational Business Leadership Award;
- 2021: elle est nommée par le Groupe de la Banque mondiale en tant que membre participant au Conseil consultatif sur le genre et le développement pour deux ans;
- 2023, elle est décorée de l’Ordre du Cœur d’or (EGH), en reconnaissance à ses services au Kenya;
- 2024, Miano est élue meilleure dirigeante de la fonction publique de l’année lors des prix Women of Excellence 2024 de l’Afrique de l’Est.

### Note
- (en) Cet article est partiellement ou en totalité issu de l’article de Wikipédia en anglais intitulé « Rebecca Miano » (voir la liste des auteurs).